# Batillage

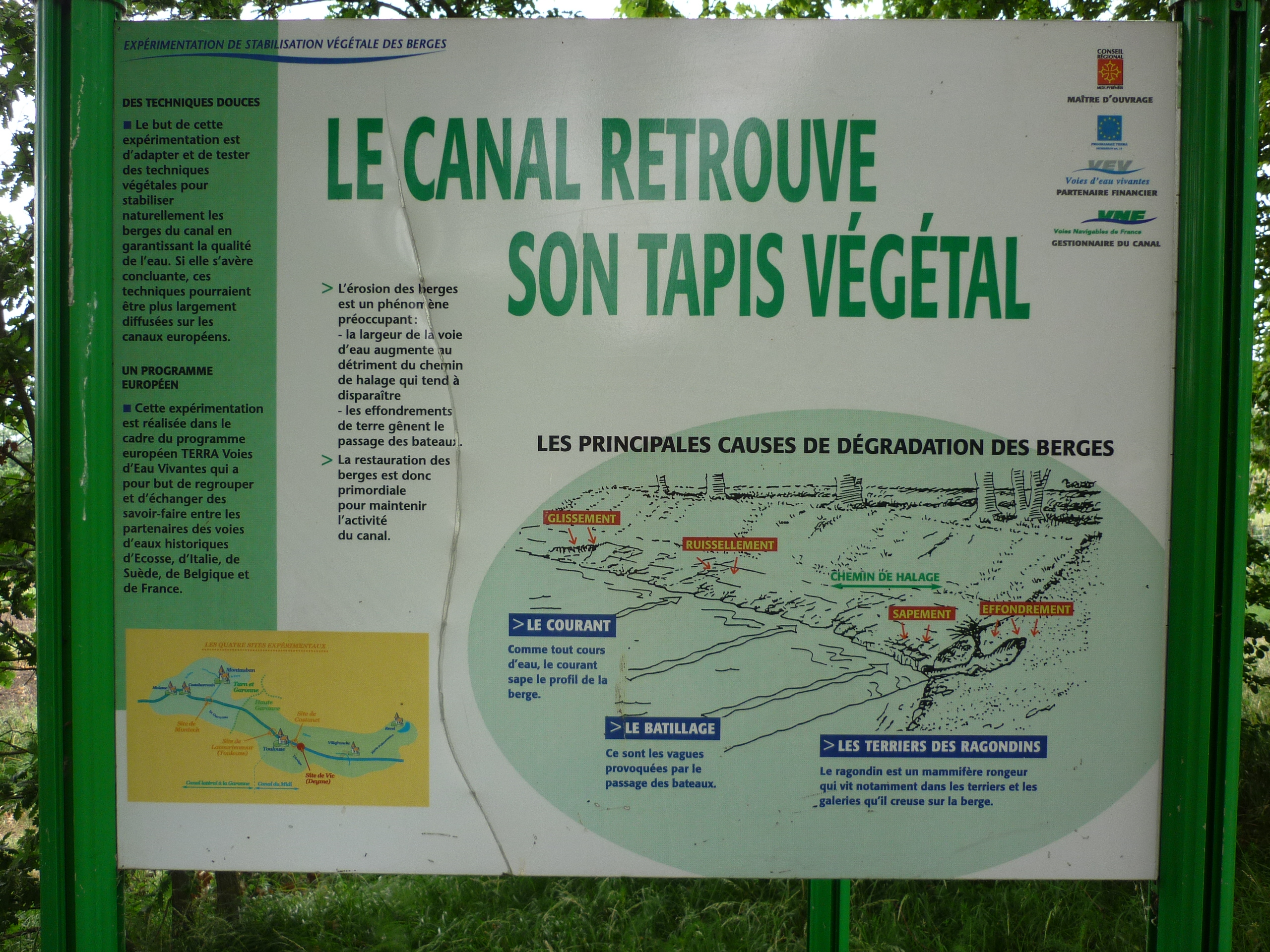
Panneau de présentation de travaux de génie écologique contre le batillage sur le canal du midi.

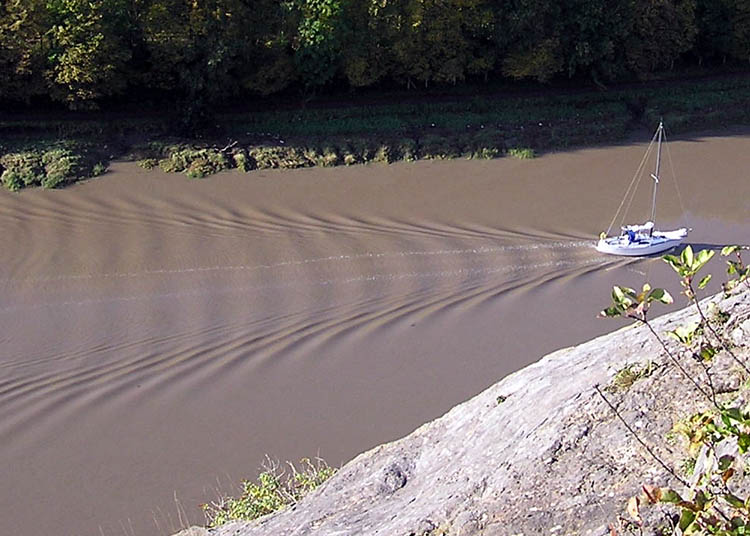
Le sillage d'un bateau provoque des remous à l'origine du phénomène de batillage.

Le batillage est l’ensemble des remous allant jusqu’à des vagues provoqué par la marche d'un bateau. Ce volume d’eau qui déferle contre les rives des plans et des cours d'eau, entraîne une érosion des berges (en). Le phénomène de batillage est lié d'une part à la formation de l'onde de poupe et du courant de retour engendré à l'arrière du bateau par le volume d'eau chassé à l'avant par sa progression, d'autre part à la formation d'une succession d'ondes de batillage (vagues souvent déferlantes) rapportée à ce courant de retour qui provoque un abaissement du plan d'eau dans la section rétrécie par la présence du bateau en marche. Ces remous sont ainsi responsables de l'essentiel des dégradations des berges, principalement au niveau de la surface libre, mais aussi plus en profondeur en raison des sous-pressions produites dans les matériaux des talus (effet des vagues sous l'eau qui ravinent les berges à leur base). Cet effet érosif se distingue de celui du ressac engendré par les vents dominants. 

## Effet de l’avancement d’un bateau
Pour avancer, le bateau doit déplacer un volume d'eau. Celui-ci, d'abord poussé vers l'avant mais ne pouvant s'y accumuler, revient vers l'arrière du bateau en créant ce qu'on appelle le courant de retour, considéré comme étant l'une des sollicitations les plus dommageables pour les berges et le fond des canaux. Cette accélération locale de l'eau provoque un abaissement brusque du plan d'eau au niveau du bateau, tandis que le volume poussé forme le bourrelet de proue. Des ondes secondaires sont ensuite créées à l'arrière du bateau, souvent appelées ondes de batillage. Enfin, le bateau se déplace grâce à une ou plusieurs hélices, qui elles aussi créent un courant, c'est le jet d'hélice.
Un bateau provoque donc quatre grands types de mouvements d'eau :
- le courant de retour,
- l'abaissement du plan d'eau,
- le batillage,
- le jet d'hélice.

## Effet du batillage sur les berges quand il résulte d'un bateau
Lors du passage d’un bateau, deux effets se succèdent au niveau des berges:
- Un abaissement rapide du plan d’eau (effet de la proue) qui vient entraîner les matériaux en contact avec l’eau et situés en haut de berge vers le bas,
- Une vague générée par l’embarcation qui vient se réfléchir sur le haut de berge[4].

Les contraintes appliquées dépendent du type d’embarcation et de sa vitesse. La figure d’érosion qui en résulte présente une partie de berge verticale puis une pente douce avec une risberme plus ou moins importante. Plus la hauteur de berges au-dessus du niveau d’eau sera grande plus l’affouillement sera important. A contrario, les courants de retour en cas de berges basses provoqueront des petites encoches régulières.

## Protections contre le batillage
Les protections contre le batillage peuvent être de différents types : gabions, perrés, protections issues du génie végétal, cette dernière technique fait partie du génie écologique.